# Prostitución en Paraguay

Prostitución en Sudamérica. En azul se muestra el modelo abolicionista, que mantiene la prostitución como legal, pero las actividades organizadas en torno a ella, como los burdeles, son ilegales. Es el caso de Paraguay.

La prostitución en Paraguay es legal para mayores de 18 años, pero están prohibidas las actividades conexas como el prostíbulo. La prostitución es común en el país. Los burdeles también son comunes, incluso algunos pueblos rurales tienen un pequeño bar o burdel.

## Asunción

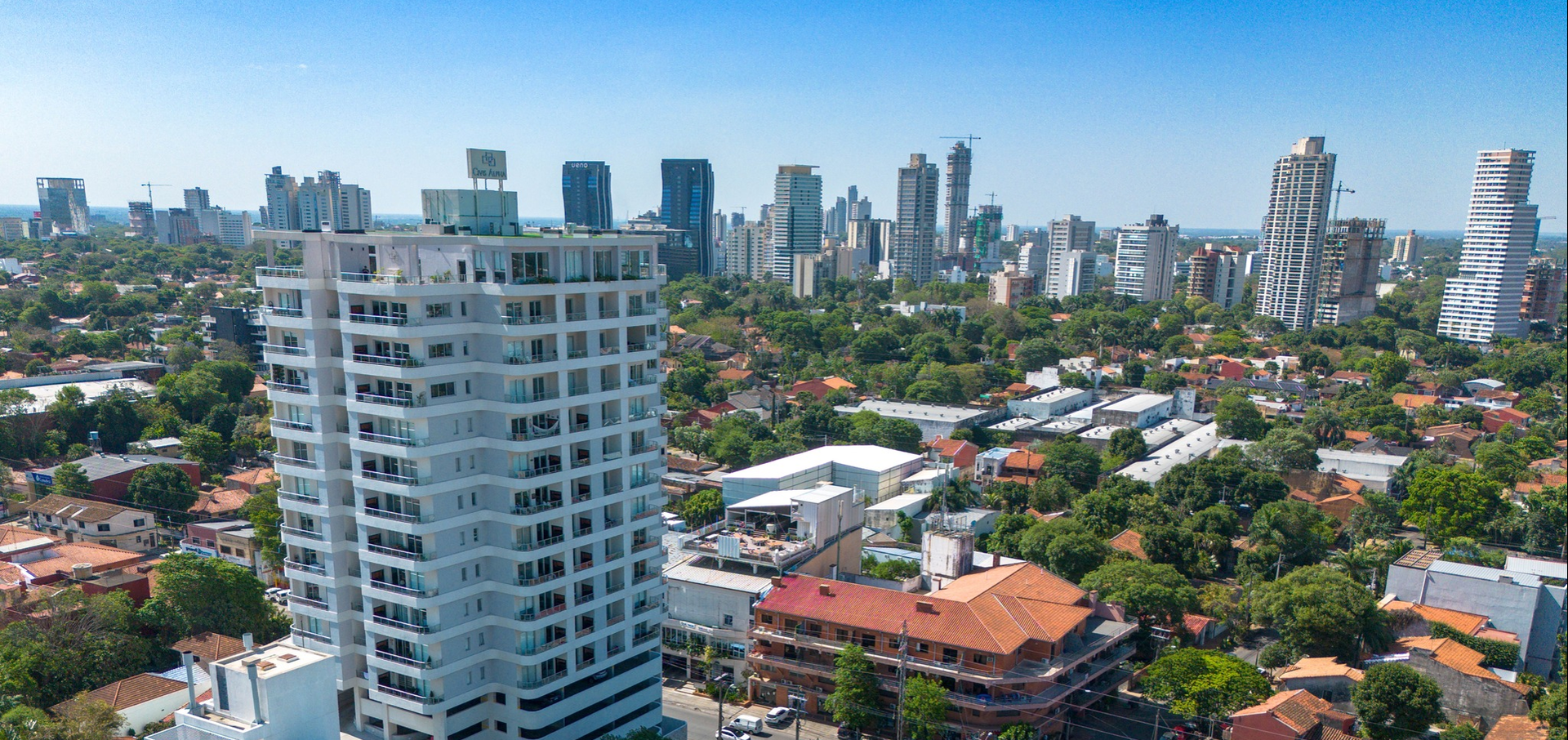
La capital de Paraguay, Asunción, alberga la mayoría de la actividad sexual relacionada con la prostitución en el país.

Aunque no existe un barrio rojo en la capital, Asunción, la prostitución callejera está muy extendida en el centro de la ciudad, especialmente en los alrededores de la Plaza Uruguaya. Los burdeles también son comunes en el centro de la ciudad. También se pueden encontrar prostitutas en bares y discotecas.
Hay unos 30 «moteles» en la ciudad y sus alrededores que ofrecen sexo ilícito. Las suites se alquilan por horas y se accede a ellas a través de un garaje para que no se vea a la gente entrar o salir. Las bebidas se piden por teléfono y se entregan a través de una trampilla en la puerta; el pago también se hace a través de la trampilla. El personal nunca ve a los huéspedes.
Tras la Guerra del Paraguay (1864-1870), Asunción fue ocupada por tropas de Brasil, Argentina y Uruguay. Muchas mujeres se dedicaron a la prostitución. Un teatro inacabado se convirtió en un burdel donde trabajaban y vivían 400 mujeres. Cuando las tropas de ocupación se retiraron de la ciudad, la Guardia Nacional argentina se llevó a 300 prostitutas a Buenos Aires. En un intento de «limpiar» la ciudad, las autoridades enviaron a muchas prostitutas a zonas rurales del país.

## VIH
El VIH es un problema en el país y las trabajadoras del sexo constituyen un grupo elevado. Desde 1995, el gobierno gestiona un plan para profesionales del sexo dentro de su campaña «Lucha contra el sida». Los trabajadores sociales y sanitarios ofrecen apoyo, información, pruebas gratuitas y distribuyen preservativos. En el país hay reticencia a usar preservativos, en parte debido a la oposición de la Iglesia católica. Algunos clientes ofrecen pagar más por mantener relaciones sexuales sin preservativo.
En 2016, ONUSIDA estimó que la prevalencia del VIH entre los profesionales del sexo era del 7 %.

## Prostitución infantil
La prostitución infantil es un problema. Los niños pobres son trasladados de las zonas rurales a centros urbanos como Asunción, Ciudad del Este y Encarnación para su explotación sexual comercial. Los niños de la calle y los niños que trabajan son objetivos habituales de los reclutadores de traficantes.
En 2002, el Programa internacional para la erradicación del trabajo infantil (IPEC) de la Organización Internacional del Trabajo descubrió que, en Ciudad del Este, 250 de las 650 trabajadoras sexuales de la calle eran menores de edad. Otro estudio realizado en 2005 por Unicef estimó que dos de cada tres trabajadoras sexuales eran menores. Muchas ONG y organizaciones internacionales trabajan para paliar el problema.

## Tráfico sexual
Paraguay es país de origen, destino y tránsito de hombres, mujeres y niños víctimas del tráfico sexual. Las mujeres y niñas paraguayas son objeto de trata sexual dentro del país, y los paraguayos transgénero son vulnerables a la trata sexual. Miles de niños paraguayos trabajan como sirvientes domésticos a cambio de comida, alojamiento y ocasionalmente educación o un pequeño estipendio en un sistema llamado «criadazgo»; muchos de estos niños están sometidos a servidumbre doméstica y son altamente vulnerables al tráfico sexual. Según el Departamento de Estado de los Estados Unidos, en su informe de 2024, habría 47 000 niños paraguayos en esta situación. Los indígenas están especialmente expuestos a la trata con fines sexuales.
En 2015, las autoridades informaron de que al menos 24 mujeres paraguayas fueron reclutadas para trabajar en Turquía y posteriormente explotadas en la prostitución forzada en burdeles de toda Turquía, España y la zona norte de Chipre, administrada por turcochipriotas. La dependencia de las redes internacionales de trata de personas de los reclutadores locales sigue siendo un problema. Los traficantes ofrecen a las víctimas su libertad o el perdón de sus deudas si reclutan a otras víctimas y a menudo utilizan las redes sociales como herramientas de captación. Las víctimas extranjeras de la trata con fines sexuales en Paraguay proceden en su mayoría de otros países sudamericanos. Las víctimas paraguayas de la trata con fines sexuales se encuentran en Argentina, España, Brasil, Chile, México, China, Colombia y otros países. Las mujeres paraguayas son reclutadas como correos de narcóticos ilícitos hacia Europa y África, donde son sometidas a prostitución forzada.
Las ONG y las autoridades informaron de que funcionarios del gobierno, incluidos policías, guardias fronterizos, jueces y empleados del registro público, facilitaban la trata de personas, entre otras cosas aceptando sobornos de los propietarios de prostíbulos a cambio de protección, extorsionando a presuntos traficantes para evitar su detención y presentando documentos de identidad fraudulentos.
El gobierno mantuvo sus esfuerzos de protección, pero no contaba con una base de datos centralizada para recopilar información de todos los ministerios y no podía proporcionar datos completos sobre la protección de las víctimas. En la identificación de las víctimas participaban tres organismos: la ATU, el Ministerio de la Mujer y el Ministerio de la Niñez y la Adolescencia. Estos organismos informaron haber identificado a 63 víctimas (12 víctimas de trata sexual, 47 víctimas de trata laboral y cuatro víctimas de formas no especificadas de trata) en 2023. En comparación, el gobierno informó haber identificado a 67 víctimas en 2022 y a 166 víctimas en 2021. Entre las 63 víctimas identificadas, había 13 mujeres, 12 niñas, 20 hombres y 18 niños; una víctima era argentina, tres venezolanas, 30 paraguayos explotados dentro del país y 29 paraguayos explotados en el extranjero en Argentina, Italia, España y Estados Unidos.
Para 2024, la Oficina de Vigilancia y Lucha contra la Trata de Personas del Departamento de Estado de los Estados Unidos calificó a Paraguay como país de «nivel 2».